# Erupció d'El Hierro de 2011
L'erupció volcànica d'El Hierro  fou una erupció submarina que començà el 10 d'octubre de 2011 a l'illa d'El Hierro, a les Illes Canàries, a Espanya quan a les 06:02 del matí, hora local, els aparells de mesura de l'Institut Geogràfic Nacional van revelar el tremolor produït pel flux de magma en algun punt  mar endins a 5 quilòmetres de la costa i a 900 metres de profunditat. A l'espera d'un bateig popular, el nom científic del nou volcà submarí fou 1803-02.

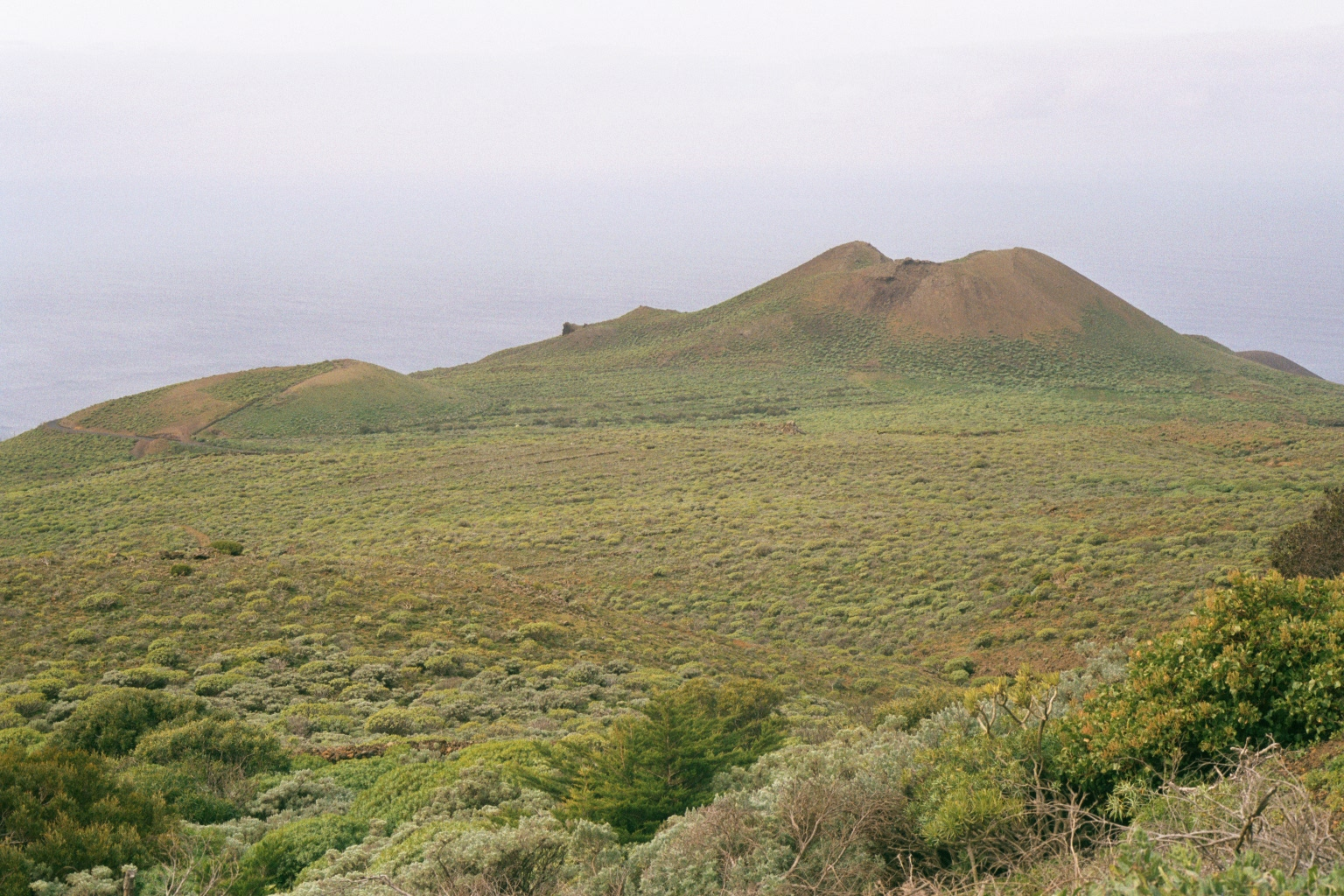
Petit con volcànic en el costat occidental de l'illa.

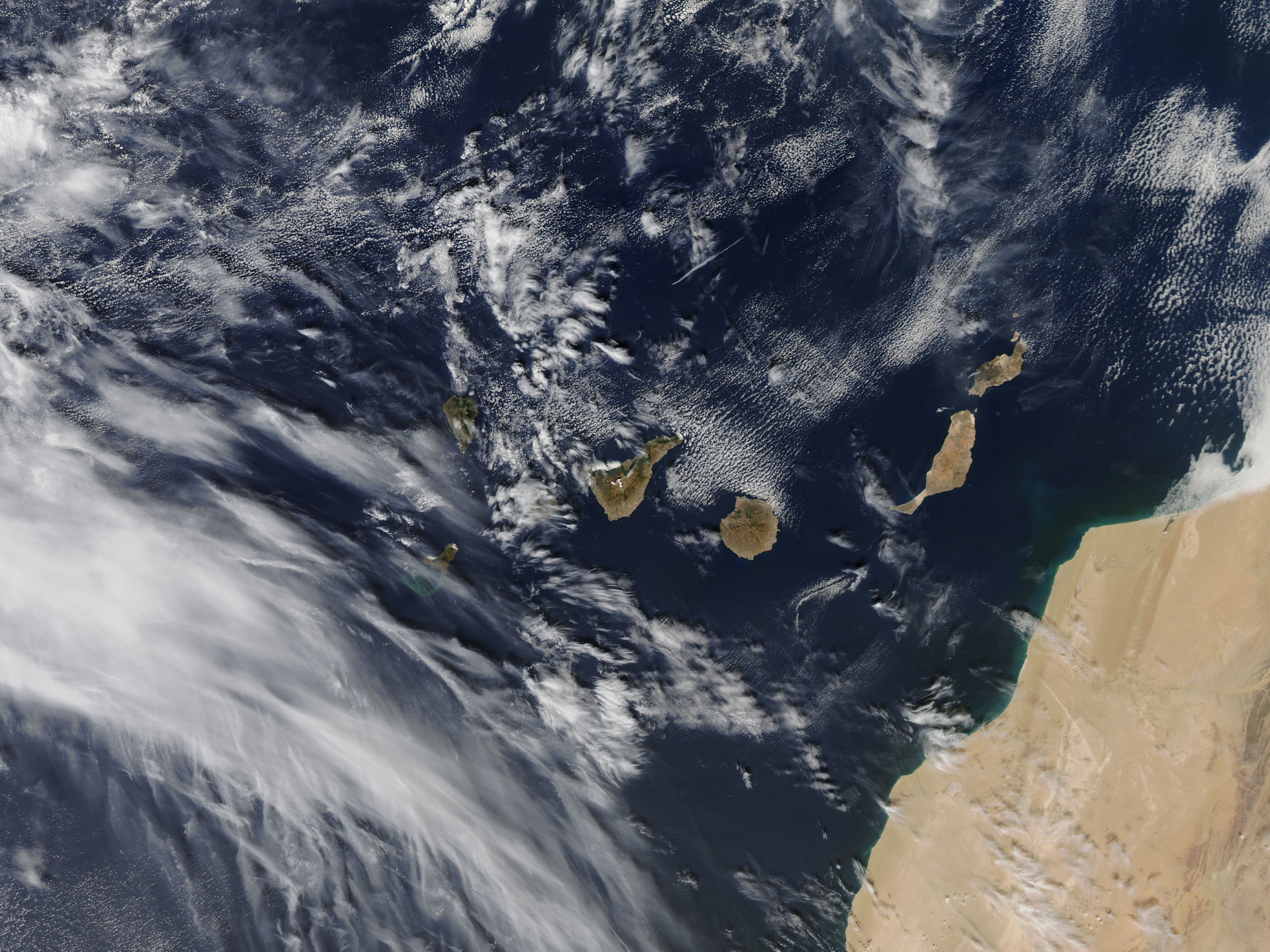
Imatge satel·lital del 15 d'octubre que mostra la taca al sud de l'illa provocada per l'erupció submarina.

## Geologia de El Hierro
L'origen d'El Hierro està associat a la seva activitat volcànica. L'illa es va formar com a conseqüència d'un bombament del mantell, que va conduir finalment al trencament de l'escorça, per on va sorgir el magma. El procés iniciat fa 100 milions d'anys no ha finalitzat encara, i el Pico de Malpaso, el més elevat de El Hierro amb 1.500 metres d'altura, segueix creixent avui dia a base d'erupcions volcàniques. Enfront del creixement per superposició volcànica, l'illa perd material per grans esllavissades gravitacionals, de les quals dues són visibles perfectament en l'actualitat: El de El Golfo, que va donar lloc a la vall del mateix nom, a la façana nord-occidental, i el de les Playas, d'on també procedeix del topónim local, en l'oriental. Les formacions més conegudes, són les columnes de basalt que antany van ser columnes de magma líquid, es troben ara per tota l'illa, visibles en els penya-segats de l'extrem nord, i les laves cordades, també de material basàltic, les superfícies de les quals formen paisatges sorprenents, a la zona sud, als voltants de La Restinga.

## Desenvolupament cronològic

### Sismicitat instrumental (17 de juliol de 2011 - 20 de setembre)
Des del migdia del 17 de juliol de 2011 es comença a notar, a la xarxa de vigilància sísmica de l'Institut Geogràfic Nacional, un increment significatiu de l'activitat sísmica de baixa magnitud, al municipi de La Frontera, centrada a la zona costanera de Sabinosa. Els sismes tenen una magnitud inferior a 3,0, en l'escala de Richter, i no són sentits per la població. El 22 de juliol es reuneix per primera vegada el Comitè de Seguiment i Vigilància Volcànica previst en el Pla Específic de Protecció Civil i Atenció d'Emergències per Risc Volcànic (PEVOLCA) de les Illes Canàries i format inicialment per representants del Govern de Canàries, l'Institut Geogràfic Nacional i el Consell Superior d'Investigacions Científiques, als quals s'incorporen representants del Cabildo d'El Hierro, Agència Estatal de Meteorologia, Cabildo de Tenerife i l'Institut volcanólogic de Canàries; el qual decideix que no cal prendre cap mesura especial amb la població.
La situació roman així durant la segona meitat del mes de juliol, el mes d'agost, i els primers dies de setembre, amb sismes de baixa magnitud, algun dels quals és sentit per algunes persones. Davant la durada d'aquesta etapa de sismicitat instrumental, i la inquietud que sorgeix en algunes persones, que veuen amb preocupació la prolongació d'una situació que malgrat el temps transcorregut se segueix qualificant com "de normalitat", el Comitè de Seguiment i Vigilància Volcànica, decideix el 2 de setembre, activar l'estat de prealerta i començar accions de comunicació a la població, mitjançant reunions públiques i repartiment de tríptics amb informació sobre el fenomen i instruccions en cas que la situació s'agreugi.

### Sismicitat sentida per la població (20 de setembre - 27 setembre)
A partir del dia 20 de setembre s'aprecia un lleuger augment de la sismicitat i les deformacions del terreny, el que fa que el Govern de Canàries elevi, el 23 de setembre, el nivell d'alerta, que es representa amb un semàfor, de verd a groc. Aquest increment de la sismicitat es va manifestar especialment els dies 24 a les 22:24 hores, i el 25 a les 21:24 hores, amb sengles sismes de magnitud 3,4, a la zona de El Julan el primer i a El Golfo el segon. El segon va ser sentit àmpliament, per la qual cosa se li va assignar una intensitat de 4. Es va localitzar a una profunditat de 15 quilòmetres, i va ser seguit per un nou tremolor a les 23:52 hores, amb una magnitud de 3,2. Al mateix temps que s'apreciava l'augment de la sismicitat, els focus dels sismes s'anaven desplaçant des del nord, al mar, a la zona del Golf, cap al Sud, creuant l'illa, fins a l'anomenat mar de les Calmas, al sud de l'illa, seguint una línia NS, lleugerament NNW-SSO, i quedant la majoria a menys de 10 km de la costa.

### Moviments del terreny i desplaçament de la població (27 de setembre - 10 d'octubre)
El dia 27 de setembre, entre la mitjanit i les 16 hores, es registren prop de cent sismes, dels quals 6 són sentits per la població, amb intensitats de 2 i 3. El major d'aquests moviments sísmics es va detectar a les 15:38 hores, amb una magnitud de 3,6, localitzat al mar, a 11 quilòmetres de profunditat, al sud del municipi de Frontera.
La caiguda d'algunes pedres i la possibilitat de l'increment de la intensitat i freqüència sísmica, va fer que les autoritats, davant el risc de despreniments, decidissin l'evacuació les persones que puguin ser afectades. A la nit es va procedir a evacuar a 53 veïns (el Cabildo havia previst inicialment uns 300) del Lunchón, Pie Risco, Los Corchos, part de Las Puntas i Guinea en el municipi de Frontera. També es va procedir per la mateixa raó, a tancar el túnel de Los Roquillos, que comunica per carretera els dos municipis més poblats, Valverde i Frontera, i a suspendre les classes a les escoles de Frontera, per si hi hagués despreniments a les carreteres d'accés.
El 28 de setembre, efectius de la Unitat Militar d'Emergències emplaçada a les Canàries, es desplacen des del port de Santa Cruz de Tenerife fins a El Hierro per col·laborar en les tasques d'evacuació, en resposta a la sol·licitud del Govern de Canàries al Ministeri de Defensa (Espanya). En concret la UME desplaça 31 militars, quatre autobusos, i sis camions, fins a la caserna "Anatolio Fuente", situat a La Caleta.
El mateix dia 28 es reprenen les classes suspeses, i s'autoritza el retorn a casa dels veïns de Los Corchos, El Lunchón i calle Carrera, continuant desplaçats la resta, així mateix continua tancat el túnel de Los Roquillos, pel risc de despreniments a la boca sud.
Durant la setmana del 22 al 28 de setembre, es van registrar 1084 sismes, dels quals 31 van ser sentits per la població, arribant a la intensitat 4. D'aquests 31 sentits, 18 ho van ser el dia 27. A partir del dia 28, el nombre de terratrèmols sentits disminueix, amb un màxim de 15 el dia 3 d'octubre, fins que el dia 8 d'octubre a les 22:30 es registra un de 4,3 a La Restinga, al sud-oest de l'illa, el de major intensitat que s'havia registrat fins llavors.

### Erupció submarina (des del 10 d'octubre)
El 10 d'octubre de 2011, a les 06:02 hores, els aparells de mesura de l'Institut Geogràfic Nacional revelar el tremolor produït pel flux de magma en algun punt mar endins a 5 quilòmetres de la costa i a 900 metres de profunditat.
Tot i la manca de dades directes en els primers moments, que no va permetre saber si el que havia sortit era el magma o només emissions gasoses, i dels dubtes expressades per alguns experts, es va considerar que es tractava de la primera erupció volcànica produïda a Espanya des de l'any 1971, quan el volcà Teneguía, a l'illa de La Palma, també a Canàries, va entrar en erupció.
El mateix dia 10, la direcció Pla Específic de Protecció Civil i Atenció d'Emergències per Risc Volcànic (PEVOLCA) va confirmar l'inici del procés eruptiu, ha informat de l'aparició de peixos morts, i va mantenir la situació de semàfor groc, en considerar "l'erupció es desenvolupa sense risc per a la població ". A més va recomanar als ciutadans d'aquesta illa que "realitzin les seves tasques habituals amb normalitat" i ha afegit "que no hi ha cap impediment per al desenvolupament de la pesca o qualsevol activitat subaquàtica, atès que el fenomen volcànic se situa a gran profunditat". Un dia després, l'11 d'octubre a les 14:00 hores, el Comitè de Direcció del Pla Específic de Protecció Civil i Atenció d'Emergències per Risc Volcànic (PEVOLCA) va decidir elevar el semàfor de risc volcànic a color vermell per a la zona concreta de la Restinga, el que va donar lloc al desallotjament dels habitants d'aquest nucli costaner, on resideixen 547 persones, que van ser concentrades en el camp de futbol, per ser traslladats posteriorment a altres llocs de l'illa, principalment El Pinar i Valverde, així com limitacions en les activitats marines i aèries.
Aquest mateix dia 11, es van observar dues taques verdoses degudes a emanacions sulfúriques, la qual cosa es va atribuir al fet que l'erupció tenia almenys dos focus, un a dues milles nàutiques (3,7 quilòmetres) i 750 metres de profunditat, i un altre a 1,5 milles (2,8 quilòmetres) i 500 metres sota el mar, tots dos al sud-oest de la Restinga.
El 15 d'octubre, des d'un helicòpter, científics de l'Institut Geogràfic Nacional i del Centre Superior d'Investigacions Científiques van detectar a la superfície del mar a uns 2,4 km de la costa, nombrosos fragments de lava fumejant en suspensió, en un perímetre de, aproximadament, 100 metres i envoltats de fileres de bombolles gasoses. Així mateix, van observar un canvi en la coloració de la capçalera de la taca, més fosca i amb aspecte turbulent, circumstàncies que van atribuir a una erupció submarina de tipus fissural en aigües succintes a menys de 150 metres de profunditat, la qual correspont a la primera fase d'una erupció surtseyana. corresponent a la primera fase d'una erupció surtseyana.
Aquest fet va elevar el nivell d'alerta davant el temor d'una possible erupció surtseyana, (batejada així per l'erupció de Surtsey, Islàndia, el 1963), en la qual l'aigua vaporitzada i trossos de lava poden ser projectats a gran distància. La situació d'emergència en semàfor vermell, va portar a ampliar el perímetre de seguretat al voltant de la Restinga, tancar l'accés al poble, permès fins llavors sota vigilància dels serveis de seguretat per a tasques indispensables, i prohibir la navegació marítima i aèria, de manera que l'únic vaixell d'investigació present, el "Profesor Ignacio Lozano" desplaçat un dia abans a la zona afectada, hagués de tornar a port.
No obstant això el dia 19 d'octubre els científics de l'Institut Geogràfic Nacional (IGN) i de Centre Superior d'Investigacions Científiques (CSIC) van anunciar que el nivell de sismicitat i el senyal de tremolor havien baixat i les deformacions, en algunes casos, havien tramès, el que semblava indicar que "la primera fase de l'erupció anava perdent força". d'aquesta manera el nivell d'alerta es va reduir i el dia 20 es va anunciar que els veïns de la Restinga podrien tornar a casa a partir de l'endemà, dia 21 d'octubre, igualment es reobria el túnel de Los Roquillos.

### Segona fase (des del 31 d'octubre)
El 31 d'octubre el volcà retorn seva activitat, trobant-se piroclasts ardents en la superfície, sent de major grandària que els del dia 15 d'octubre, el que va provocar un enfosquiment de la taca que ocupa la superfície del mar davant de La Restinga. [22 ] A més, a la zona nord de l'illa es van succeir diverses desenes de terratrèmols des del 30 d'octubre, comptabilitzant en total 93 sismes aquest dia. [23]
Entre la mitjanit del dia 1 de novembre i l'endemà El Hierro va patir més de 63 tremolors de terra, la majoria localitzats al nord-oest del municipi de Frontera, al nord de l'illa, on els científics segueixen estudiant la possibilitat d'una nova erupció submarina. La població va sentir especialment el que va tenir lloc poc després de les quatre del matí que va arribar a la magnitud 3,9, amb un epicentre a 3 km de la costa. Ja durant la tarda es van produir dos tremolors més de magnitud 3,3. Els tres van tenir el seu epicentre davant de la costa de la localitat del nord. El comitè director del PEVOLCA té organitzat un dispositiu de seguretat i d'assistència sanitària a El Hierro format per agents del Cos General de la Policia Canària, de la Unitat Militar d'Emergències i de la Creu Roja, així com per tot el personal sanitari de l'illa, que té un caràcter merament preventiu.

## Nom del volcà
El 2016, el volcà submari de l'illa El Hierro va ser batejat oficialment com a Tagoro, aquesta paraula en amazic significa ‘recinte circular de pedres' o ‘lloc de reunió’ i va ser proposada per l'Institut Espanyol d'Oceanografia a la Hidrografia de la Marina, encarregada d'aquest tipus de denominacions.